# Пьешивцы

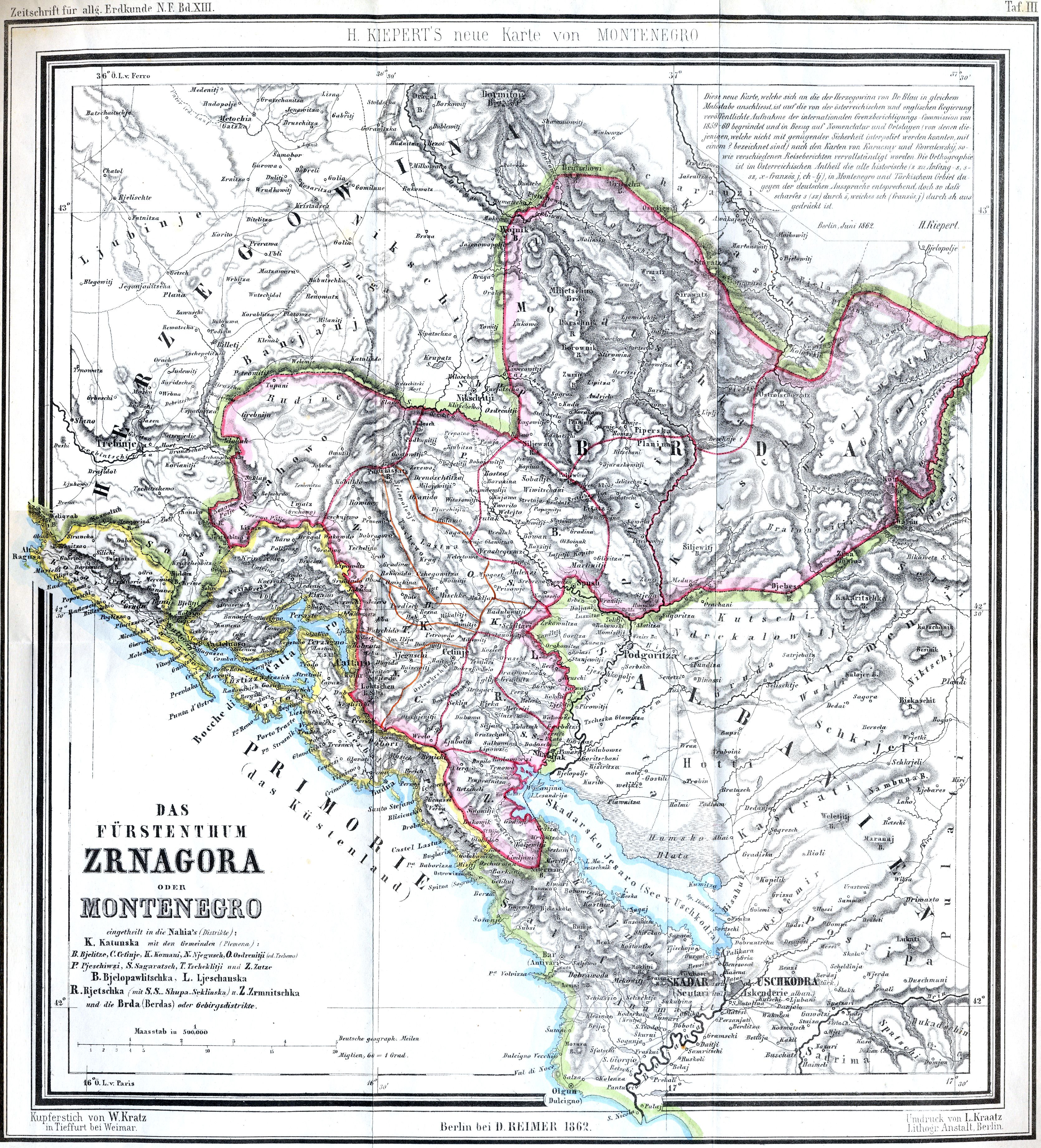
Карта Черногории, 1862 год

Пьешивцы (серб. Пјешивци) — историческое племя и регион в Черногории, состоящий из многочисленных братств общего происхождения. Это было одно из крупнейших племен из области Катунской нахии Старой Черногории.
Православные монастыри Доляни и Церово расположены на территории племен.

## География
Район расположен на берегу реки Верхняя Зета. На севере лежит племя Никшичи, на юге — племя Озриничи, дальше на юго-запад — племя Куце, а за рекой (на востоке) — Белопавличи.

## История

### Ранняя история
Пьешивцы впервые упоминаются в 1455 году (как «Плеснузи») в договоре между Стефаном Черноевичем и жителями Верхней Зеты с венецианцами. Историю племени и его родов с большим интересом можно проследить со второй половины XVI века, периода обнаружения первых подробных письменных источников. Богдан, возможно, является «основателем» племени, как согласно мифу, так и согласно свидетельствам турецких писаний. Богдан родился около 1430 года, и путем реконструкции событий, мифов и турецких писаний установлено, что его отца звали Богавац, но неизвестно, был ли он, как Богдан, герцогом Ивана Чернооевича. Богдан был родом из Баньски, в Старой Сербии. Согласно записям Петра Шобайича, Богдан был либо сербским князем, либо воеводой, и он и его брат Груица мигрировали в территорию, которая стала племенной территорией Пьешивци после битвы на Косово (1448 г.). Когда правление Черноевичей закончилось, племя Пьешивцев попало под власть Османской империи и осталось под властью Османской империи из-за неблагоприятного географического положения.

### XVI век
Османская перепись 1582—1583 годов зарегистрировала " вилайет Черной горы " (vilayet-i Kara Dağ), часть Санджака Скутари, как имеющую следующую нахию с количеством деревень: Грбавцы с 13 деревнями, Жупа с 11 деревнями, Малоншичи с 7, Пьешивцы с 14, Цетинье с 16, Риека с 31, Црмница с 11, Паштровичи с 36 и Грбаль с 9 деревнями; всего 148 деревень.

### Ранний современный период
В начале XVII века, когда собрание вождей племен решило восстать против османов, племя Пьешивцы объединило свои силы с другими племенами. На собрании в Кучи (1614 г.) Пьешивцев возглавлял князь Андрия. Однако во время черногорского восстания 1684—1685 годов Пьешивцы оставались нейтральными (как написано в венецианских отчетах).

## Братства
Миюшкович, Никчевич, Контич, Перунович, Вукичевич, Лешкович, Лалатович, Перович, Маговчевич, Павичевич, Маркович, Савичевич, Бакович, Шкулетич, Баневич, Антович, Аджич, Стрикович.

## Известные люди
- Петар Перунович (1880—1952), известный гуслеист
- Сладжана Перунович (р. 1984), черногорский бегун на длинные дистанции
- Миодраг Перунович (р. 1957), бывший черногорский профессиональный боксер
- Деян Савичевич (р. 1966), известный черногорский футболист
- Мирко Вучинич (р. 1983), черногорский футболист
- Петар Шкулетич (р. 1990), черногорский и сербский футболист
- Радое Контич (р. 1937), черногорский политик
- Воислав Никчевич (1935—2007), черногорский лингвист
- Иван Никчевич (р. 1981), сербский гандболист
- Сандра Никчевич (р. 1984), черногорская гандболистка
- Здравко Радулович (р. 1966), бывший хорватский баскетболист черногорского происхождения
- Петар Песивац (р. 1962), сербско-австралийский писатель и поэт по отцовской линии.